# Wólka Starzyńska
Wólka Starzyńska – wieś w Polsce położona w województwie śląskim, w powiecie zawierciańskim, w gminie Szczekociny.
W latach 1975–1998 miejscowość administracyjnie należała do województwa częstochowskiego.